# Ррудани, Донат
Донат Ррудани (алб. Donat Rrudhani; род. 2 мая 1999, Каменица) — косовский футболист, полузащитник швейцарского клуба «Люцерн» (отдан в аренду швейцарским клубом «Янг Бойз») и национальной сборной Косово.

## Клубная карьера
Ррудани родился и вырос в Каменице, в возрасте 12 лет он и его родители эмигрировали во Францию. После переезда во Францию он занимался футболом в местном клубе «Лангр», затем в «Труа» до 2016 года и после в «Брёнстате». В 2017 году Ррудани переехал в Швейцарию и начал свою профессиональную карьеру в клубе «Тимау Базель», а после сезона перешёл в «Блэк Старз» из Базеля.
9 августа 2019 года Ррудани подписал четырёхлетний контракт с клубом швейцарской Челлендж-лиги «Арау». Девять дней спустя он дебютировал за новую команду в матче первого раунда Кубка Швейцарии 2019/2020 против «Хама», где он вышел на замену на 103-й минуте вместо Ивана Алунги.
8 июня 2022 года Ррудани подписал четырёхлетний контракт с клубом швейцарской Суперлиги «Янг Бойз». 16 июля 2022 года он впервые попал в заявку «Янг Бойз» на матч лиги, на игру с «Цюрихом». Спустя пять дней Ррудани дебютировал в составе «Янг Бойз» в матче второго отборочного раундо Лиги Европы УЕФА 2022/2023 против «Лиепаи», где он на 76-й минуте заменил Муми Нгамалё. Спустя три дня Ррудани дебютировал и в национальной лиге, выйдя на замену на 76-й минуте вместо Кристиана Фасснахта в выездном победном (3:0) матче со «Сьоном». Четыре дня спустя он забил свой первый гол за «Янг Бойз», в домашнем победном (3:0) ответном матче с «Лиепаей».
6 февраля 2024 года Ррудани был отдан до конца сезона в аренду клубу «Лозанна».
30 июля 2024 года Ррудани перешёл в аренду с возможностью выкупа в «Люцерн».

## Карьера в сборной
31 мая 2021 года Ррудани был вызван в сборную Косово для участия в товарищеских матчах против Гвинеи и Гамбии. Восемь дней спустя он дебютировал за национальную команду, выйдя на поле в стартовом составе в игре с Гвинеей.

## Достижения
Янг Бойз
- Чемпион Швейцарии: 2022/2023
- Обладатель Кубка Швейцарии: 2022/2023